# Hans-Martin Müller (Theologe)
Hans-Martin Müller (* 13. Dezember 1928 in Bremen; † 11. November 2010) war ein deutscher evangelischer Theologe.

## Leben
Müller studierte Theologie und promovierte 1956 in Erlangen. Er war Pfarrer in der Evangelisch-lutherischen Landeskirche Hannovers, dann Leiter des Predigerseminars Imbshausen. 1972 wurde er Oberlandeskirchenrat und Ausbildungsdezernent in Hannover. Ab 1979 lehrte er als Professor für Praktische Theologie in Tübingen. 1994 trat er in den Ruhestand und zog nach Burgdorf.

## Schriften (Auswahl)
- Die Heilsgeschichte in der Theologie des jungen Luther. 1956, OCLC 720174782.
- Gegenwärtiges Christentum. Beiträge zu Kirche und Gemeinde. Göttingen 1993, ISBN 3-525-60388-6.
- Homiletik. Eine evangelische Predigtlehre. Berlin 1996, ISBN 3-11-015074-3.
- Bekenntnis – Kirche – Recht. Gesammelte Aufsätze zum Verhältnis Theologie und Kirchenrecht. Tübingen 2005, ISBN 3-16-148797-4.